# László Csatáry
László Csatáry, właśc. László Csizsik-Csatáry (ur. 4 marca 1915 w Mány, zm. 10 sierpnia 2013 w Budapeszcie) – węgierski policjant, nazistowski zbrodniarz wojenny. Umieszczony został na liście najbardziej poszukiwanych zbrodniarzy nazistowskich Centrum Szymona Wiesenthala.
W 1944 był szefem Królewskiej Węgierskiej Żandarmerii w żydowskim getcie w Koszycach, należących wtedy do Węgier. Wiosną tego roku pomógł zorganizować deportację do Auschwitz-Birkenau 15,7 tys. Żydów. Po II wojnie światowej wyjechał do Kanady. W 1997 został pozbawiony kanadyjskiego obywatelstwa. Dobrowolnie opuścił Kanadę i zamieszkał na Węgrzech. 15 lipca 2012 dyrektor biura Centrum Wiesenthala Efraim Zuroff potwierdził, że został odnaleziony w Budapeszcie. Trzy dni później węgierska prokuratura poinformowała o zatrzymaniu i osadzeniu go w areszcie.
Csatáry zmarł 10 sierpnia 2013 roku na zapalenie płuc w szpitalu w Budapeszcie w wieku 98 lat. O jego śmierci poinformował jego adwokat Gabor Horvath.